# Газогідратне родовище

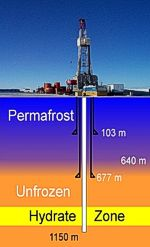
Перетин бурової на родовищі Mallik, Канада.

Газогідратне родовище (рос.газогидратное месторождение; англ. gas-hydrate field; нім. Erdgashydratlagerstätte f, Erdgashydratfeld n) — сукупність газогідратних покладів вуглеводневих газів, які перебувають частково або повністю в гідратному стані.

## Загальна характеристика
На материках нижче газогідратних родовищ можуть знаходитися нафтові або газові поклади. В цьому випадку доцільно в першу чергу відбирати нафту, вільний газ, а згодом розробляти газогідратне родовище.
Суть способів розробки — відбирання через свердловини газу, переведеного у вільний стан підвищенням температури вище рівноважної, введенням каталізаторів розкладання гідратів, електричними, акустичними, термохімічними та іншими методами діяння на пласт.
Розробка покладів характеризується постійністю тиску газу протягом тривалого періоду, можливістю широкого регулювання пластового тиску, виділенням великих об'ємів вільної води, збагаченням метану більш важкими гомологами, опрісненням пластових вод, значним зниженням температури покладу.
В акваторії Світового океану розробка газогідратного родовища, розміщеного над вільними газовими (нафтовими) покладами (характерно для прибережної смуги арктичних морів), відрізняється рядом особливостей, які визначають характер проведення робіт в таких умовах: малі глибини залягання продуктивних пластів від поверхні дна (від часток до декількох сотень м), значна поширеність по площі продуктивних відкладів; міцність незцементованих порід, що покривають і вміщають гідрати; сталість гідростатичного тиску протягом всього періоду відбирання газу незалежно від способу розкладання гідратів; зміна ступеня переохолодження покладу по товщині залежно від глибини верхньої межі зони гідратоутворення в океані і геотермічного градієнта в інтервалі її розрізу.
Газогідратні родовища є в США (на Алясці) — Барроу, Томпсон, Прадхо-Бей та інш., в Російській Федерації — Месояхське, Мархинське, Середньовілюйське, Намське та інш. (понад 30 газогідратних родовищ), в Канаді — Кеналуак, Нерлерк, Коакоак, Мелік та ін. (близько 10 газогідратних родовищ).

## Особливості розвідки
В 1996 році американські вчені (Holdbrook та ін.) продемонстрували велике значення вертикального сейсмічного профілювання (ВСП) для вивчення гідрату метану і вільного газу на родовищі Blake Ridge, застосування методу ВСП надало геологічну інформацію про газові гідрати, яка раніше була недосяжна. Повнохвильові сейсмічні дослідження дозволять отримувати інформацію про фізичні властивості гірських порід на родовищі газових гідратів.

## Особливості освоєння
Основні проблеми, які можуть виникнути при бурінні свердловин через газогідратні структури (за матеріалами конференції «Газогідратні технології», НГУ, 2016 р.):
- Бурові промивальні рідини однією з основних функцій мають утримання цілісності стінок свердловини за рахунок кольматації. Формування фільтраційної кірки на стінці свердловини, яка містить гідрат потребує дослідження і визначення критичних значень технологічних параметрів різних бурових розчинів.
- Для закінчування свердловин у різних продуктивних горизонтах застосовують різні бурові рідини, які забезпечують збереження фільтраційних властивостей даного виду продуктивних колекторів. Особливості будови гідратів потребують вибору спеціальних бурових рідин закінчення.
- При кріпленні обсадної колони застосування цементного розчину може привести до збільшення температури при його тужавінні, що приведе до руйнування стінок свердловини, сформованої у газогідратному прошарку.
- Одна з основних функцій бурових рідин — охолодження долота та бурильної колони в процесі буріння через їхнє тертя по вибою та стінці свердловини призводить до того, що сама бурова рідина неминуче нагрівається і може спричинити руйнування стінок свердловини, складеної гідратами.